# Potoczarka
Potoczarka (bułg. Поточарка) – wieś w Bułgarii, w obwodzie Kyrdżali, w gminie Krumowgrad. W 2024 roku liczyła 195 mieszkańców.